# Lwia Brama

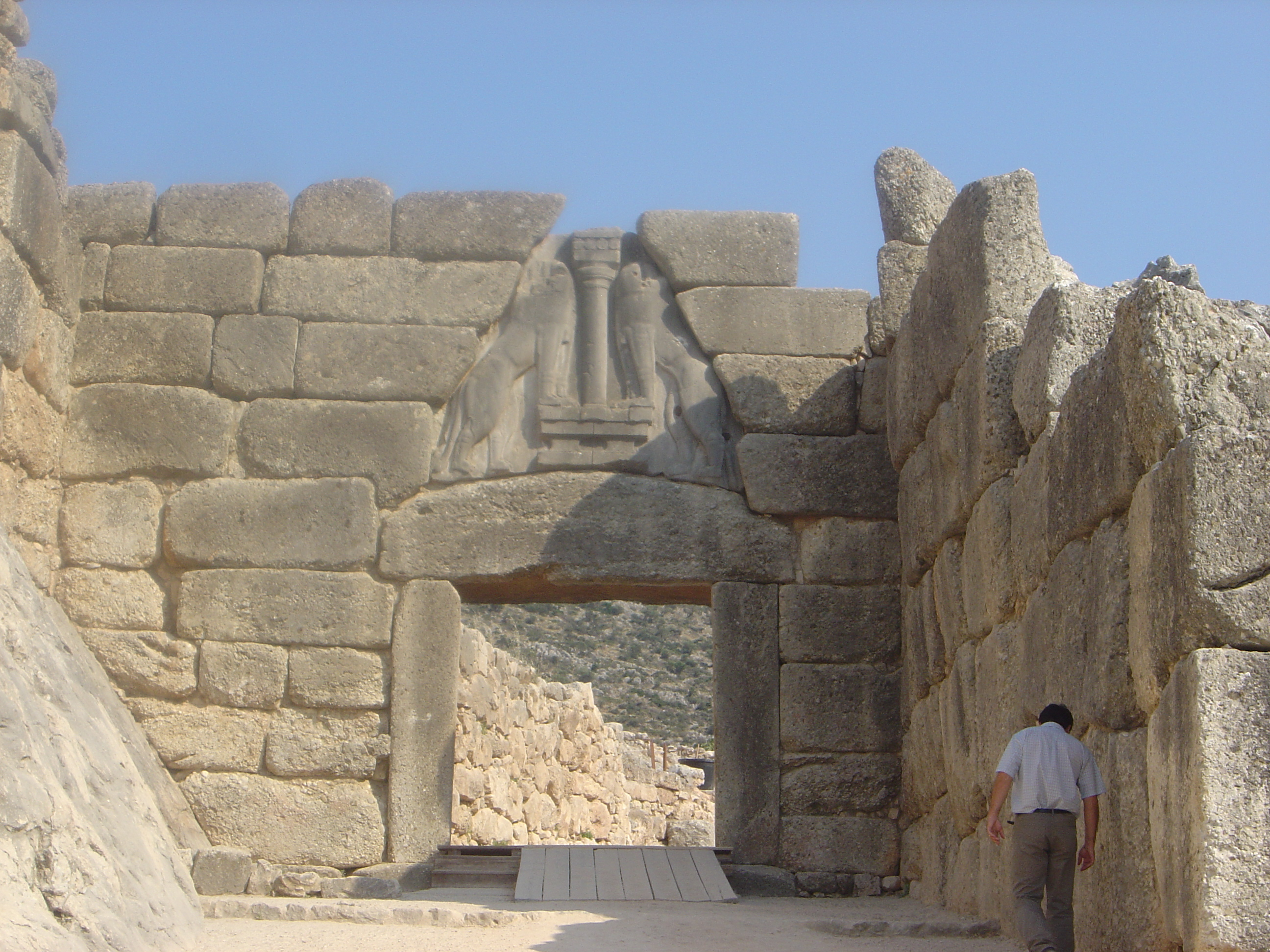
Lwia Brama

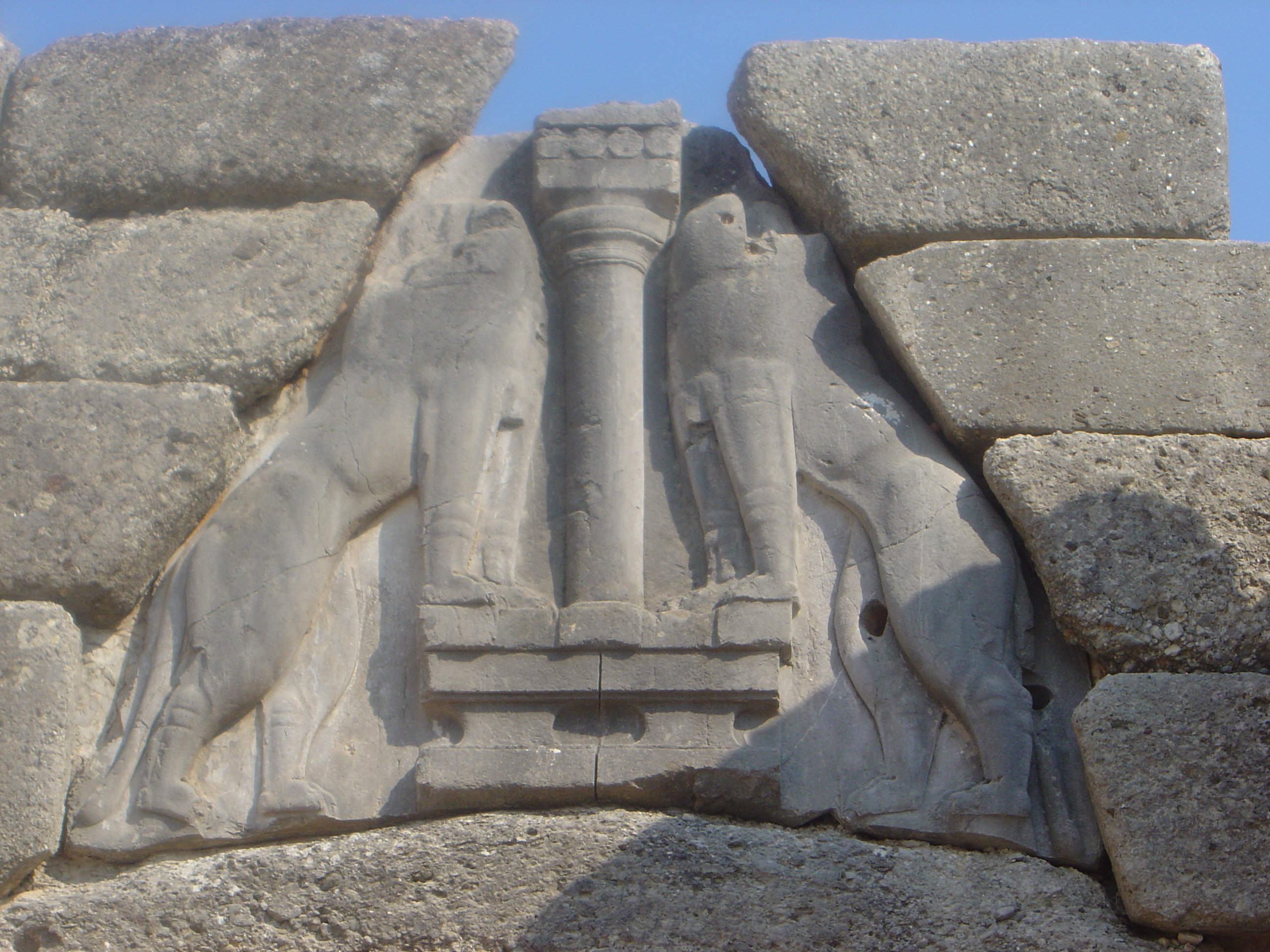
Lwia Brama – płaskorzeźba

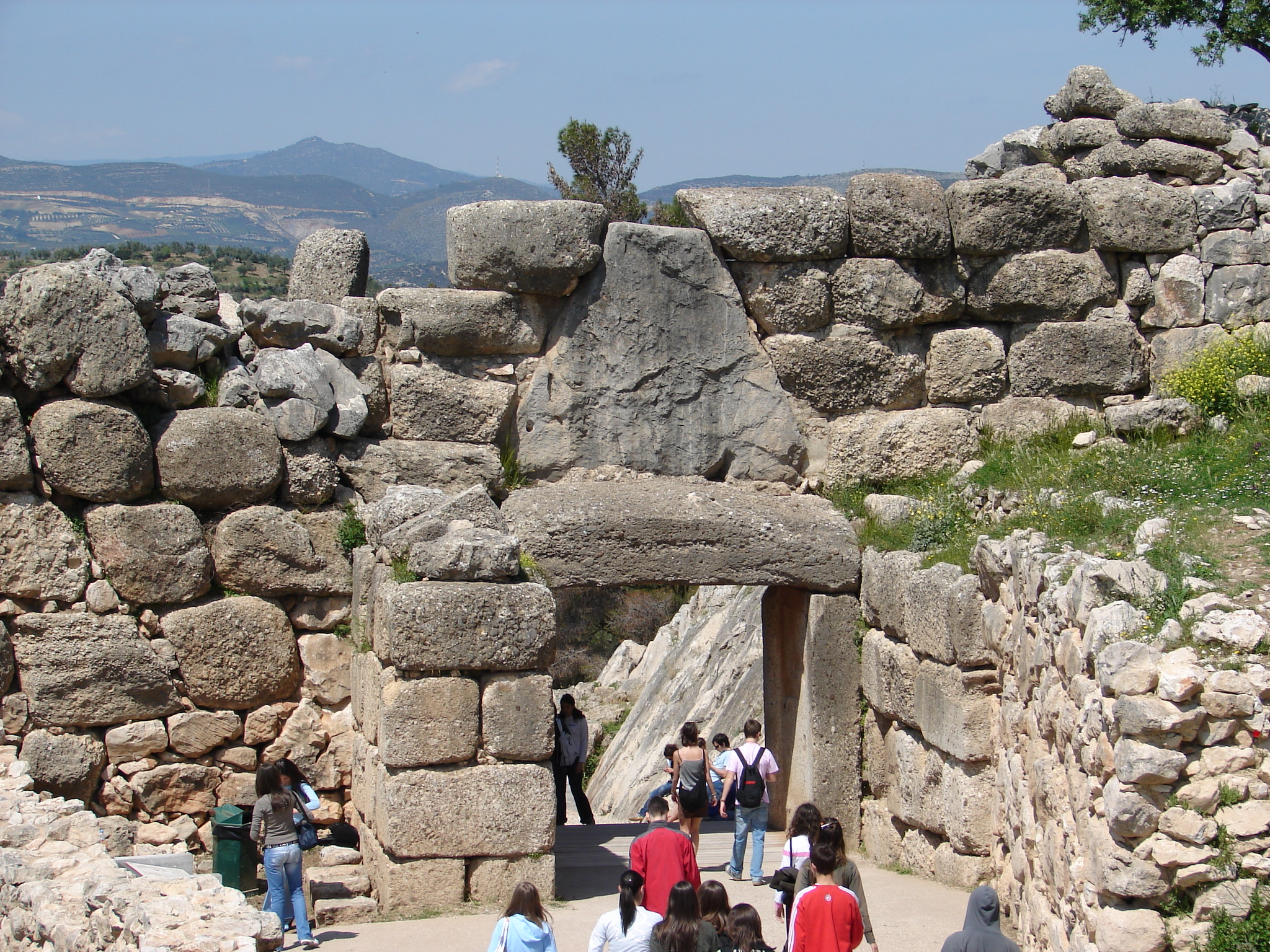
Lwia Brama od tyłu

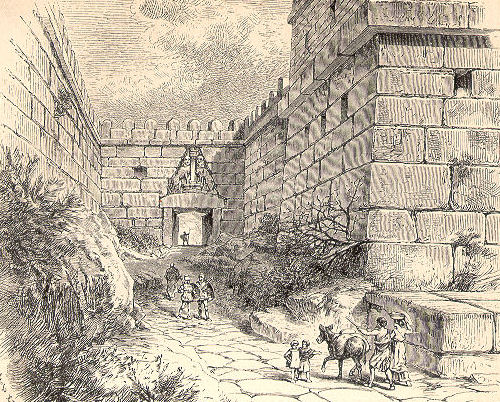
Lwia Brama, próba rekonstrukcji; ilustracja z Pierers Konversationslexikon, 1891

Lwia Brama albo Brama Lwic (błędnie Brama Lwów) – główna brama cytadeli mykeńskiej, znajdująca się w północno-zachodniej części murów obronnych.
Wiodła do niej droga po rampie obudowanej murami ciosowymi. Obramowanie Lwiej Bramy tworzą dwa pionowo ustawione bloki kamienne, nachylone lekko ku środkowi. Szerokość otworu wynosi u dołu 3,07 m, u góry 2,85 a jego wysokość to 3,20 m. Nadproże tworzy blok kamienny grubości około 2 m i długości 4,50 m, nad którym została ustawiona trójkątna płyta kamienna, której wysokość wynosi 3 m, szerokość u podstawy 3,66 m, grubość 0,61 m.

## Historia
Datowana na II tysiąclecie p.n.e. (ok. 1250 p.n.e.) jest jedynym zachowanym przykładem monumentalnej rzeźby mykeńskiej. Pomimo że w ciągu wieków była zawsze przynajmniej częściowo odsłonięta przetrwała, zapewne dzięki ogromnej wadze, uniemożliwiającej wywóz. Lord Elgin napisał w 1801 roku: „Blok, na którym lwy są wyrzeźbione jest zbyt duży i zbyt odległy od morza, aby mieć jakąś nadzieję uzyskania tak sławnego dzieła z epoki Heroicznej”. Płaskorzeźba została całkowicie odsłonięta w 1840 roku, a cała brama w 1876 przez Heinricha Schliemanna.

## Płaskorzeźba
Trójkątna płyta z wapienia, wypełniająca tzw. trójkąt odciążający, dekorowana jest płaskorzeźbą, na której osi przedstawiona jest kolumna z fragmentem belkowania. Po jej bokach znajduje się para zwierząt wpisanych w trójkątne pole. Przednimi łapami wspierają się na niskich ołtarzach, umieszczonych pod kolumną.
Zwierzęta te są powszechnie uważane za lwy (lub lwice) i stąd pochodzi nazwa bramy. Jednak ze względu na ich niezachowane głowy, identyfikowane bywają także z gryfami bądź sfinksami. Niektórzy badacze sądzą, że głowy były wykonane z innego materiału i doczepiane (miałyby to potwierdzać otwory widoczne w ciałach zwierząt).
Także znaczenie bramy jest kwestią sporną. Obok funkcji dekoracyjnej wskazywane jest znaczenie symboliczne – świeckie lub sakralne. Zgodnie z częstym w kulturze śródziemnomorskiej zwyczajem przedstawiania bóstwa w formie zastępczej, kolumnę z reliefu Lwiej Bramy można odczytywać jako symbol budowli kultowej, równoznaczny z wizerunkiem bóstwa.